# 2012年ロンドンパラリンピックの日本選手団
2012年ロンドンパラリンピック日本選手団（2012ねんロンドンパラリンピック にほんせんしゅだん）は、2012年8月29日から9月9日までの日程で行われた第14回夏季パラリンピック・ロンドン大会の日本代表選手団の一覧である。

## 概要

### 選手団
人員: 選手 134人、役員 121人（合計 255人）
- 団長: 中森邦男（日本障害者スポーツ協会・日本パラリンピック委員会事務局長）
- 副団長：野口美一（日本障害者スポーツ協会理事、日本車椅子バスケットボール連盟会長）
- 主将: 土田和歌子
- 開会式旗手：木村敬一
- 閉会式旗手：小宮正江

### 公式行事
- 結団式: 2012年7月23日（ホテルニューオータニ）
- 現地激励会: 2012年8月28日（在英日本大使館）
- 解団式: 2012年9月10日（ホテルIBISアールズコート）

## メダル獲得者
日本選手団のメダル獲得者は次の通り。ゴールボール女子の金メダル獲得は、夏冬のパラリンピックを通じ、団体競技においては初。
| メダル   | 選手                                                     | 競技         | 種目                      | 日付     |
| -------- | -------------------------------------------------------- | ------------ | ------------------------- | -------- |
| 金メダル | 正木健人                                                 | 柔道         | 男子100kg超級             | 2012/9/1 |
| 金メダル | 秋山里奈                                                 | 水泳         | 女子100m背泳ぎ S11        | 2012/9/2 |
| 金メダル | 田中康大                                                 | 水泳         | 男子100m平泳ぎ S14        | 2012/9/6 |
| 金メダル | 安達阿記子, 浦田理恵, 欠端瑛子, 小宮正江, 中嶋茜, 若杉遥 | ゴールボール | 女子                      | 2012/9/7 |
| 金メダル | 国枝慎吾                                                 | 車いすテニス | 男子シングルス            | 2012/9/8 |
| 銀メダル | 中村智太郎                                               | 水泳         | 男子100m平泳ぎ SB7        | 2012/9/1 |
| 銀メダル | 木村敬一                                                 | 水泳         | 男子100m平泳ぎ SB11       | 2012/9/3 |
| 銀メダル | 伊藤智也                                                 | 陸上競技     | 男子400m T52              | 2012/9/3 |
| 銀メダル | 伊藤智也                                                 | 陸上競技     | 男子800m T52              | 2012/9/7 |
| 銀メダル | 伊藤智也                                                 | 陸上競技     | 男子200m T52              | 2012/9/8 |
| 銅メダル | 鈴木孝幸                                                 | 水泳         | 男子150m個人メドレー SM4  | 2012/9/2 |
| 銅メダル | 鈴木孝幸                                                 | 水泳         | 男子50m平泳ぎ SB3         | 2012/9/3 |
| 銅メダル | 藤田征樹                                                 | 自転車       | ロードC3 タイムトライアル | 2012/9/5 |
| 銅メダル | 木村敬一                                                 | 水泳         | 男子100mバタフライ S11    | 2012/9/6 |
| 銅メダル | 和田伸也                                                 | 陸上競技     | 男子5000m T11             | 2012/9/7 |
| 銅メダル | 小山恭輔                                                 | 水泳         | 男子50mバタフライ S6      | 2012/9/7 |

## 種目別選手

### アーチェリー
- 安島裕
- 斎藤紳一
- 永野美穂

### 陸上競技
- 石井邦明
- 伊藤智也
- 井上聡
- 上与那原寛和
- 大井利江
- 岡村正広
- 木村雄哉
- 古畑篤郎
- 佐藤圭太
- 鈴木徹
- 副島正純
- 高田稔浩
- 高橋勇市
- 多川知希
- 花岡伸和
- 春田純
- 樋口政幸
- 廣道純
- 洞ノ上浩太
- 堀越信司
- 松永仁志
- 安岡チョーク
- 山本篤
- 山本浩之
- 和田伸也
- 加藤有希
- 北浦春香
- 木山由加
- 佐藤真海
- 高桑早生
- 土田和歌子
- 田中照代
- 天摩由貴
- 中西麻耶
- 蒔田沙弥香
- 渡邉紫帆

### ボッチャ
- 加藤啓太
- 杉村英孝
- 廣瀬隆喜
- 秋元妙美
- 柴山友里子

### 自転車
- 石井雅史
- 大城竜之
- 藤田征樹

### 馬術
- 浅川信正

### ゴールボール
- 安達阿記子
- 浦田理恵
- 欠端瑛子
- 小宮正江
- 中嶋茜
- 若杉遥

### 柔道
- 加藤裕司
- 北薗新光
- 高橋秀克
- 平井孝明
- 廣瀬誠
- 正木健人
- 半谷静香
- 米田真由美

### パワーリフティング
- 宇城元
- 大堂秀樹
- 三浦浩

### ボート
- 大竹麻里

### セーリング
- 麻生恒雄
- 西山克哉
- 山本真也

### 射撃
- 瀬賀亜希子
- 田口亜希

### 水泳
- 江島大佑
- 小山恭輔
- 河合純一
- 木村敬一
- 木村潤平
- 鈴木孝幸
- 田中康大
- 津川拓也
- 長尾智之
- 中村智太郎
- 山田拓朗
- 秋山里奈
- 生長奈緒美
- 小野智華子
- 奈良恵里加
- 野村真波

### 卓球
- 板井淳記
- 木下佑輝
- 別所キミヱ

### シッティングバレーボール
女子（煌めきJapan）
- 粟野幸智恵
- 小方心緒吏
- 岡平ゆかり
- 長田まみ子
- 金木絵美
- 金田典子
- 菊池智子
- 齊藤洋子
- 坂本はるみ
- 西家道代
- 藤井順子

### 車椅子バスケットボール
男子
- 京谷和幸
- 香西宏昭
- 佐藤聡
- 白丸文明
- 鈴木明将
- 東海林和幸
- 豊島英
- 中澤正人
- 藤井新悟
- 藤本怜央
- 増渕倫巳
- 宮島徹也

### ウィルチェアーラグビー
- 池崎大輔
- 荻野晃一
- 川下直教
- 官野一彦
- 岸光太郎
- 佐藤佳人
- 島川慎一
- 庄子健
- 田村学
- 仲里進
- 三阪洋行
- 若山英史

### 車いすテニス
- 川野将太
- 国枝慎吾
- 齋田悟司
- 眞田卓
- 三木拓也
- 諸石光照
- 岡部裕子
- 上地結衣
- 堂森佳南子

## 参考資料
- 日本代表選手団 - 派遣概要
- london2012.com - Japan Medals